# Washington Luiz de Paula
Washington Luiz de Paula (Bauru, 23 januari 1953 – aldaar, 15 februari 2010) was een Braziliaans voetballer, die kortweg Washington werd genoemd.

## Biografie
Washington werd al vroeg opgemerkt en zat in de selectie voor de Olympische Zomerspelen van 1972 in München, waar het land reeds in de groepsfase strandde. Hij werd de nieuwe Pelé genoemd, maar kon die verwachtingen uiteindelijk nooit waarmaken. Hij speelde voor onder andere Guarani, Corinthians en Vitória.
Hij overleed in 2010 aan nierfalen. 